# Préfecture de Moroni-Bambao

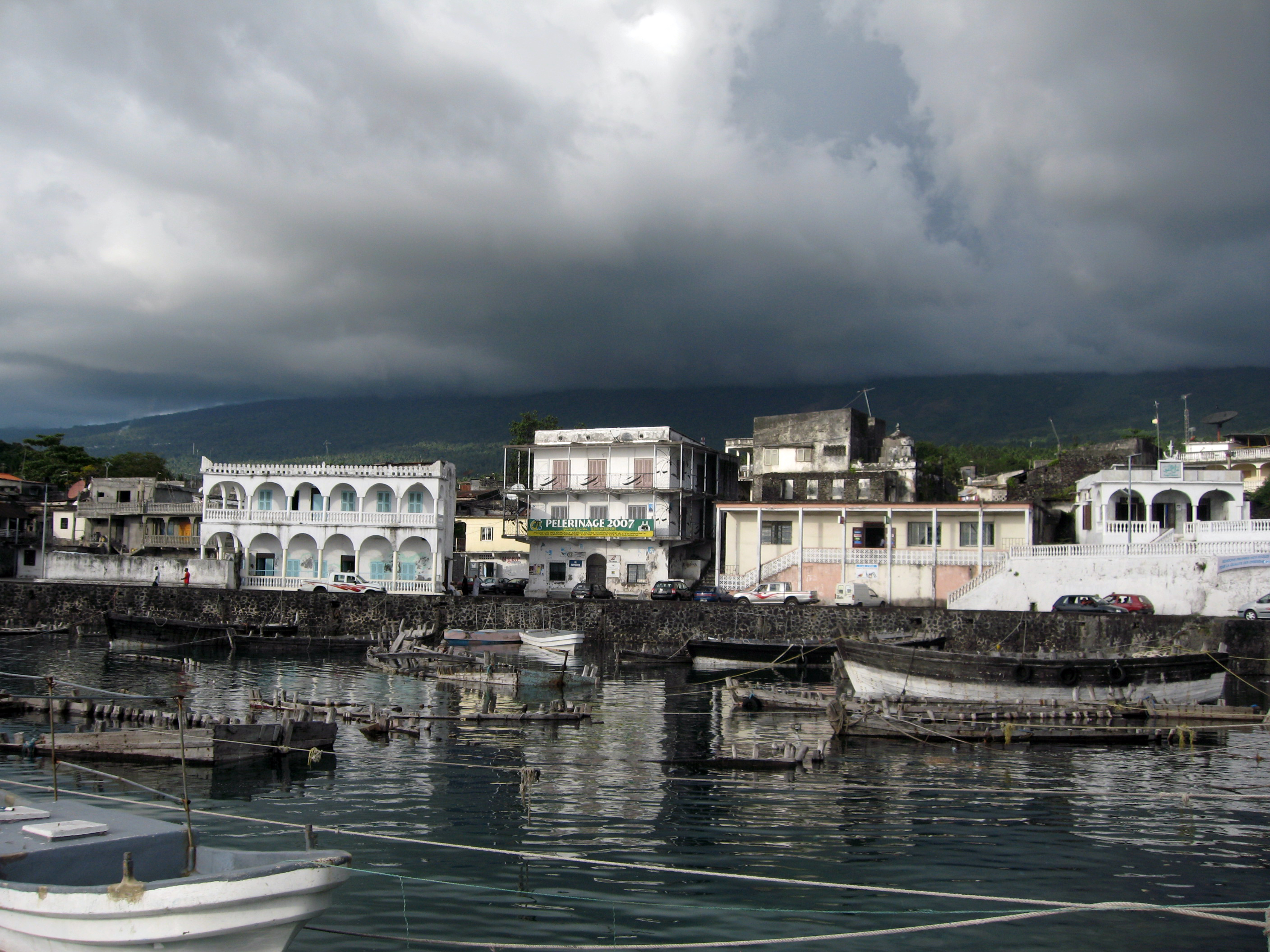
Le port de Moroni (Grande Comore)

La préfecture de Moroni-Bambao (chef-lieu : Moroni) est une subdivision de la Grande Comore. Elle se compose de quatre communes : Moroni, Bambao ya Djou, Bambao ya Hari, Bambao ya Mboini.
Sa superficie est d'environ 116 kilomètres carrés et sa population est d'environ 121 236 habitants (recensement de 2017)

## Villes et villages
- Moroni
  - Ville de Moroni
- Bambao ya Djou
  - Mkazi
  - Mvouni
  - Mavingouni
- Bambao ya Hari
  - Vouvouni
  - M’Dé
  - Séléa
  - Niomadzaha
  - Moidzaza Djoumbé
  - Mboudé ya djou
  - Daoeni
  - Boueni
- Bambao ya Mboini
  - Iconi
  - Mbachilé
  - Moindzaza Mboini
  - Ndrouani
  - Séréhini